# Marlon James
Marlon James (Kingston, 24 novembre 1970) è uno scrittore giamaicano, vincitore del Man Booker Prize nel 2015 per Breve storia di sette omicidi.

## Biografia
Marlon James è nato a Kingston, in Giamaica, il 24 novembre 1970. Dopo aver collezionato ben 78 rifiuti , esordisce nel 2005 con il romanzo Il Diavolo di John Crow. Nel 2009 pubblica Le donne della notte al quale seguirà nel 2015 il libro della definitiva consacrazione: Breve storia di sette omicidi vincitore del Booker Prize (primo scrittore giamaicano ad essersi aggiudicato il riconoscimento). Vive tra il Minnesota (dove insegna all'Università), New York e la Giamaica. Nel 2020 ha vinto il Premio Locus per il miglior romanzo dell'orrore e dark fantasy con Leopardo nero, lupo rosso.

## Opere

### Romanzi
- Il Diavolo di John Crow (John Crow's Devil, 2005), Milano, Baldini & Castoldi 2008 traduzione di Flavio Santi ISBN 88-6073-301-4.
- Le donne della notte (The book of night women, 2009), Milano, Frassinelli, 2016 traduzione di Paola D'Accardi ISBN 978-88-93420-09-9.
- Breve storia di sette omicidi (A brief history of seven killings, 2014), Milano, Frassinelli 2015 traduzione di Paola D'Accardi ISBN 978-88-88320-71-7. - Nuova ed. Milano, Sperling & Kupfer, 2016 traduzione di Paola D'Accardi ISBN 978-88-6836-348-2.

### Trilogia Dark Star
- Leopardo nero, lupo rosso (Black Leopard, Red Wolf), Milano, Frassinelli, 2019 traduzione di Paola D'Accardi ISBN 978-88-93420-58-7.
- Strega della luna, re ragno (Moon Witch, Spider King), Milano, Frassinelli, 2022 traduzione di Francesca Cosi e Alessandra Repossi ISBN 978-88-200-7443-2.